# Fujio Yamamoto
Fujio Yamamoto (山本 富士雄 Yamamoto Fujio?), född 27 maj 1966 i Kanagawa prefektur, är en japansk tidigare fotbollsspelare.
Yamamoto började sin karriär 1990 i Mitsubishi Motors (Urawa Reds). 1993 flyttade han till NKK SC. Efter NKK SC spelade han för Bellmare Hiratsuka. Med Bellmare Hiratsuka vann han japanska cupen 1994. Han avslutade karriären 1996.